# Adrar (Mauritânia)
Adrar (em árabe: أدرار) é uma região da Mauritânia, com capital em Atar. Outras cidades importantes da região são Choum, Chingueti e Uadane. Deve o seu nome ao planalto de Adrar, a região natural e histórica onde se situa.
A região faz fronteira a oeste com o deserto do Saara e a região de Inchiri; ao norte coma região de Tiris Zemmour; a leste com Mali e a região de Hodh ech Chargui e a ao sul com as regiões de Trarza e Tagant.

## Departamentos

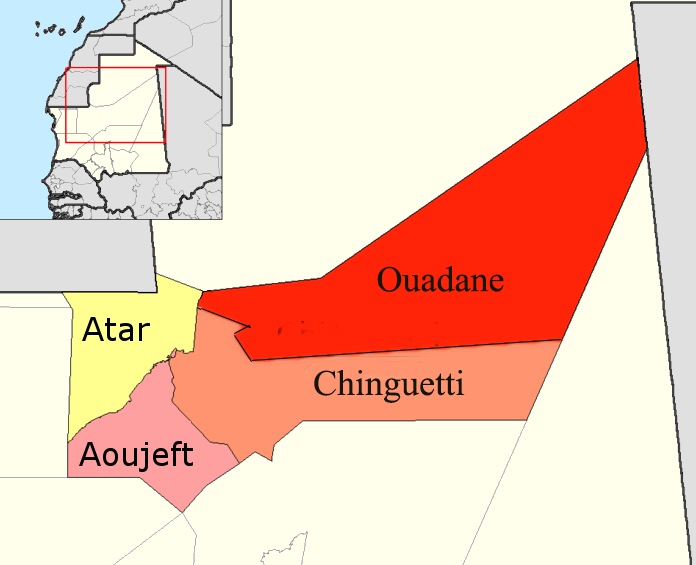
Departmentos de Adrar

Adrar está dividida em departamentos:
- Aoujeft
- Atar
- Chingueti

## Demografia
| 2000   | 2011   |
| 69 542 | 77 812 |